# Suomi KP/–31
A Suomi KP/–31 (Suomi-konepistooli vagy „Finnország géppisztoly”) egy finn tervezésű géppisztoly volt, melyet a második világháború alatt rendszeresítettek. A fegyver az M–22 prototípus leszármazottja és a KP/–26 gyártási modellje volt, melyet 1925-ben mutattak be a nyilvánosságnak. A Suomi-konepistooli KP/–31 géppisztoly nevét gyakran Suomi KP-nak rövidítik.

## Történet és leírás
A Suomi KP/–31 egyike volt a második világháború legsikeresebb géppisztolyainak, sikereit számos kiemelkedő tulajdonságának köszönhette (beleértve a nem sokkal később tervezett 71 töltényes csigatárat), melyeket később lemásoltak és bevezettek a szovjetek az ő saját PPD–40 és PPS–41 géppisztolyaikhoz. Pontossága, összehasonlítva a tömeggyártott PPS–41 géppisztollyal, kiemelkedő volt az észrevehetően hosszabb fegyvercső miatt, a tűzgyorsaságuk és a tárkapacitásuk viszont megegyezett. A fegyver fő hátrányossága a magas gyártási költség volt.
A Suomi KP/–31 egyesített néhány új fejlesztést is, beleértve egy szerkezeti átrendezést, miszerint a rugót a reteszen belül helyezték el, így lerövidítve a fegyvert. A fegyver 50 töltényes négyszögletű „ékszeresdoboz” szekrénytára sokkal megbízhatóbb volt, mint a korai 50 töltényes csigatár, hasonló tölténytárakat alkalmaztak az argentin Hafdasa C–4 géppisztolynál, és a jelenkori 60 töltényes 5,45×39 mm-es AK–74 gépkarabélynál.
Az M–22 és a KP/–26 géppisztolyokat a Konepistooli Oy (magyarul: Géppisztoly Társaság) készítette, melyet Aimo Lahti fegyvertervező, V. Korpela százados, Y. Koskinen hadnagy és L. Boyer-Spoof hadnagy alapított. A Suomi KP/–31 géppisztolyt Koskinen és Lahti tervezte.
A Suomi KP/–31 sorozatgyártása 1931-ben indult a Tikkakoski Oy-nál és a legtöbb itt gyártott fegyvert a Finn Védelmi Erők vásárolta meg. A Finn Védelmi Erők nagyjából 4000 Suomi KP/–31 géppisztollyal voltak fölszerelve, mikor a téli háború elkezdődött. A háború alatt a fegyver tervezete kiegészült egy csőszájfékkel, mely megnövelte a géppisztoly teljes hosszát 55 milliméterrel. A módosított változat megjelölése a KP/–31 SJR (suujarru, vagy „csőszájfék”). Aimo Lahti elégedetlen volt ezzel a változattal, mivel úgy hitte, hogy ez csökkenti a fegyver megbízhatóságát. Végül, nagyjából a finn szolgálatban álló KP/–31 géppisztolyok fele az SJR változat volt. Eredetileg a KP/–31 géppisztolyt a könnyű géppuskák helyettesítésére szánták, de alkalmatlannak bizonyult erre a feladatkörre. Ehelyett a katonák megtanulták a csapatpróbák alatt hogyan kell a géppisztolyokat a lehető leghatásosabban használni. A folytatólagos háború alatt, a finn doktrínát megváltoztatták, hogy minden egyes gyalogos rajban legyen egy KP/–31 és egy könnyű-géppuska (gyakran egy zsákmányolt Gyegtyarjov-golyószóró), azonban 1943-ban már osztagonként két KP/–31 géppisztolyra módosították. A KP/–31 gyártását folytatták azzal a céllal, hogy adjanak egy harmadik géppisztolyt az egyes rajoknak, de ezt a tervet elvetették, mikor 1944-ben véget ért a folytatólagos háború.
1941-ben egy kis számú speciális bunker változatot is gyártottak (összesen 500 darab) egy vékonyabb fegyvercső burkolattal, hogy lehetővé tegyék a védelmi bunkerek szűk lőrésein át történő tüzelést. Erről a verzióról hiányzott a válltámasz és egy pisztolymarkolattal volt kiegészítve. Egy még ritkább változat is készült, másodlagos fegyver gyanánt a Vickers Alt B Type E 6-Ton harckocsik lőréseihez, de mindössze néhány tucat készült belőle, mielőtt törölték volna a gyártást a téli háború kitörése miatt. A gyártást soha nem folytatták, mivel a zsákmányolt Gyegtyarjov-golyószórók sokkal inkább megfeleltek erre a feladatkörre. Mint ahogy a bunker változatnál, a harckocsi változatnál is egy pisztolymarkolatot kapott a fegyver és hiányzott róla a tusa, de gyorsan ki lehetett szerelni a harckocsiból, felszerelni rá egy hagyományos fegyvercső burkolatot és gyalogsági használatra fogni, ha a szükség úgy hozta. Ez a változat a finn hadsereg fegyvertárában maradt egészen az 1980-as évekig, annak ellenére, hogy a harckocsit, amelyhez tervezték már 1959-ben kivonták a szolgálatból. Ez valószínűleg azért volt, mert a hadsereg elfelejtkezett arról, hogy a fegyverek még léteznek.
A Suomi KP géppisztolyt licenc alatt gyártották Svédországban, Dániában és Svájcban, ahol úgy ismerték, mint Hispano-Suiza MP43/44. A harckocsi és gépfegyveres bunker változatokat is Finnországban tervezték és gyártották.
2009-ben a Suomi KP félautomata változata az Egyesült Államokban gyártásra került civil vásárlók részére.

## Alkalmazók
- Bulgária – 1940-1942 között 5505 darabot vásároltak.
- Dánia – A Madsen és Hovea legalább 1300 M/31 másolatot készített M/41 megjelöléssel, melyből a Lettet-Forsøgs géppisztoly ered.
- Dél-Korea – A koreai háború alatt a Koreai Néphadseregtől zsákmányolt kisebb mennyiséget.
- Észak-Korea – A koreai háború alatt egyéb fegyvertípusok mellett Suomi KP/–31 géppisztolyokat is kaptak a Szovjetuniótól.
- Észtország – 485 darabot vásároltak 1937-ben.
- Harmadik Birodalom – A németek 3042 darabot rendeltek a fegyverből Finnországtól a második világháború alatt, hogy a Wehrmacht és az SS egységeit szereljék fel vele. Ezen felül 120 Suomit juttattak az AOK Norwegen német egységeinek 1942-ben, hogy azokat a finn fronton használhassák. Ezek nagy részét Finnországban hagyták a katonákkal együtt 1944-ben és azután a háború egyéb színterein használták őket.
- Horvátország – 1942-1943 között 1250 darabot vásároltak.
- Izrael
- Lengyelország – A lengyel rendőrség (Policja) használta a típust.
- Norvégia – Norvég katonákat képeztek ki Svédországban az M/37–39 használatára. A háború után a norvég fegyveres erők egészen az 1980-as évekig használták, elsősorban a haditengerészet és a nemzetőrség által.
- Nyugat-Németország
- Svájc
- Svédország – Licenc alapján 35 000 darabot gyártottak a Husqvarna Vapenfabriks AB gyárban, közvetlenül a második világháború kitörése előtt. Néhányat Finnországtól importáltak. Rendszeresítésük után kpist m/37 jelöléssel látták el a fegyvereket, melyeket 9 mm Browning Long lőszerrel használtak, később viszont áttértek a 9 mm-es Parabellum lőszerre, így a fegyverek új jelölése a kpist m/37-39 lett.
- Szlovákia
- Szovjetunió – Zsákmányolt fegyvereket használtak, majd átvették a fegyver tervezetét a 7,62×25 mm Tokarev lőszert használó típusnál.

## Változatok
- Kpist m/37
- Kpist m/37–39
- Kpist m/37–39F
- Lettet-Forsøgs
- Madsen-Suomi
- Hispano Suiza MP43/44

## Galéria

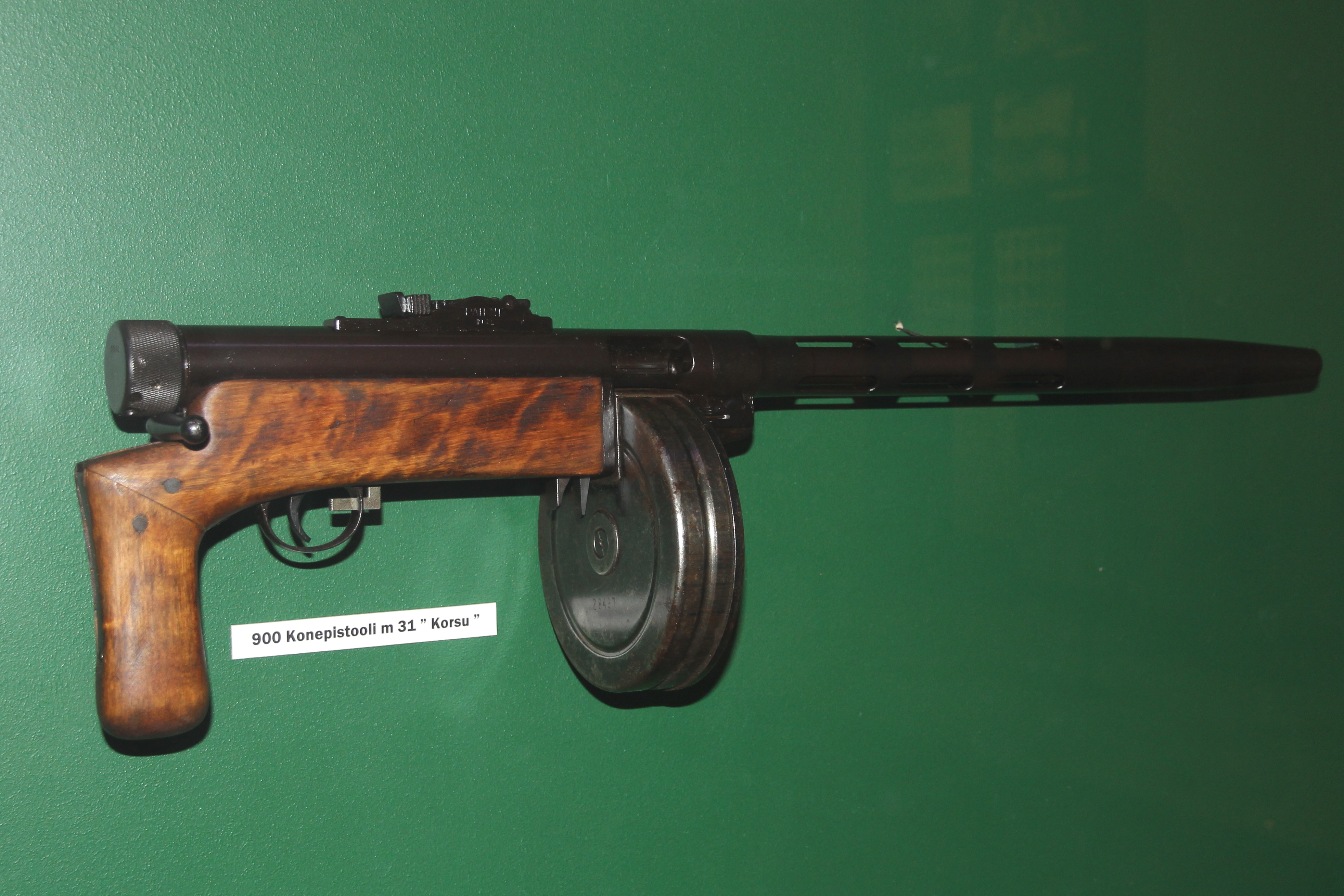
A KP/–31 bunker változata.
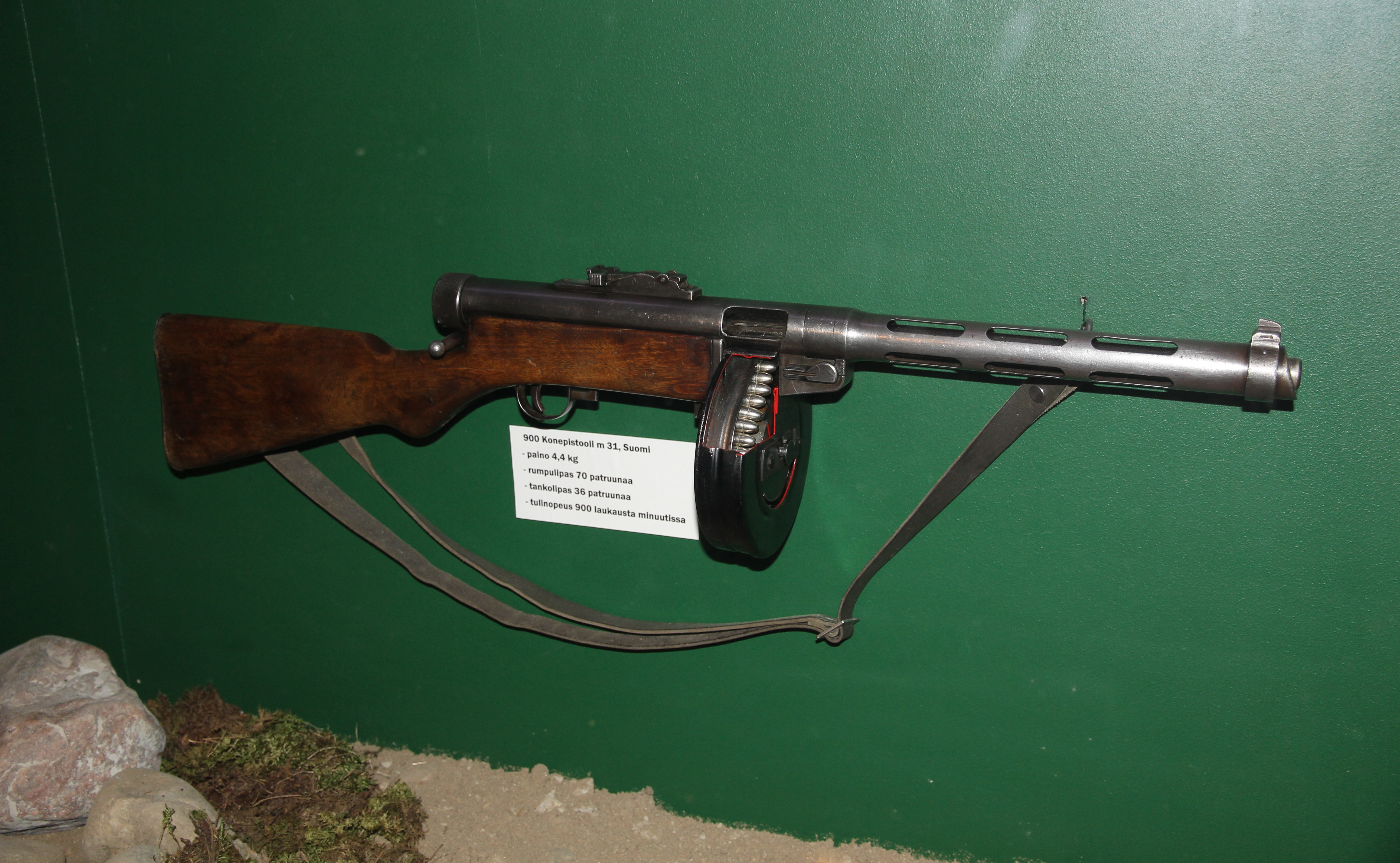
KP/–31 metszett csigatárral.
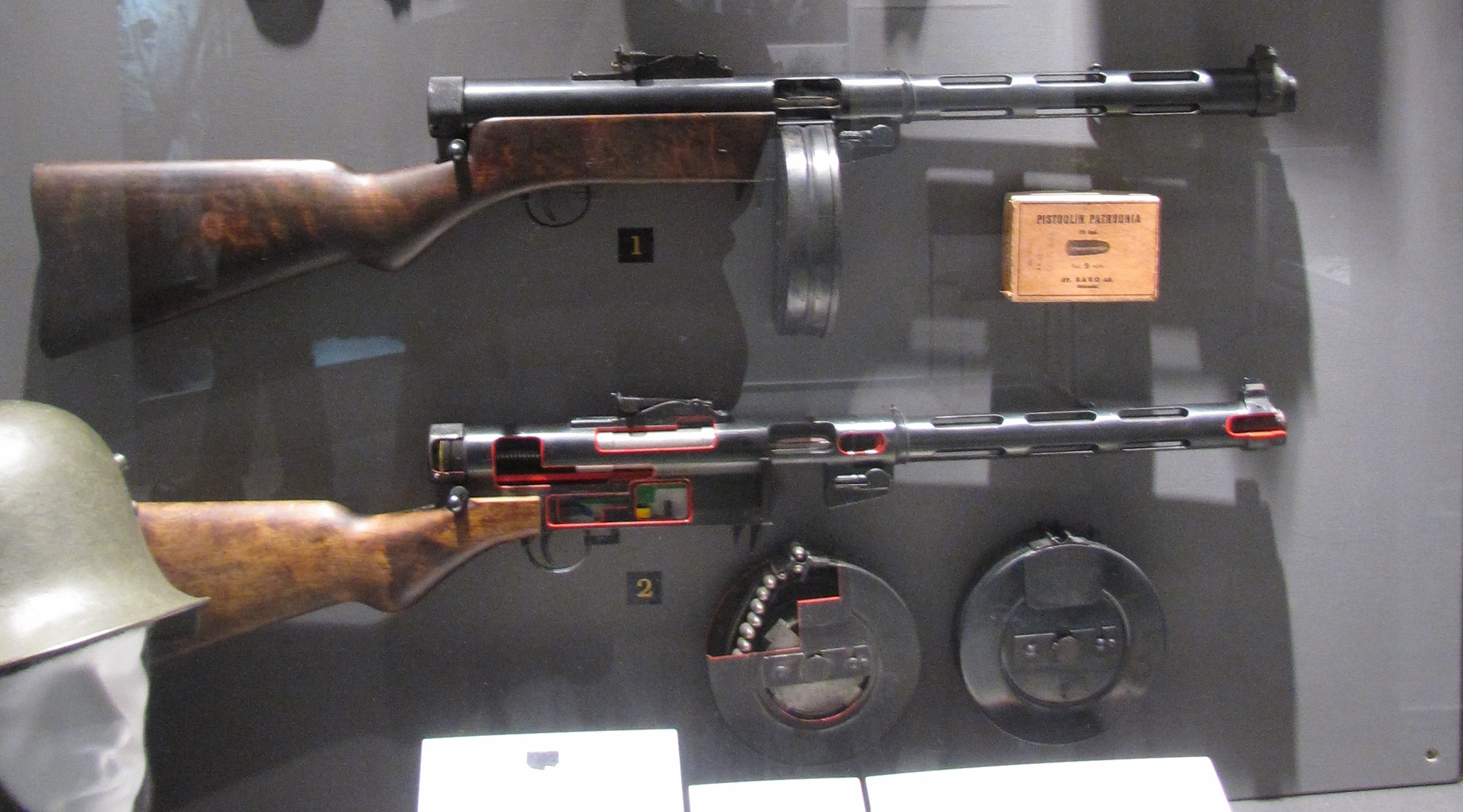
KP/–31 csigatárral és lőszerrel, alul egy metszett példány metszett és normál csigatárral
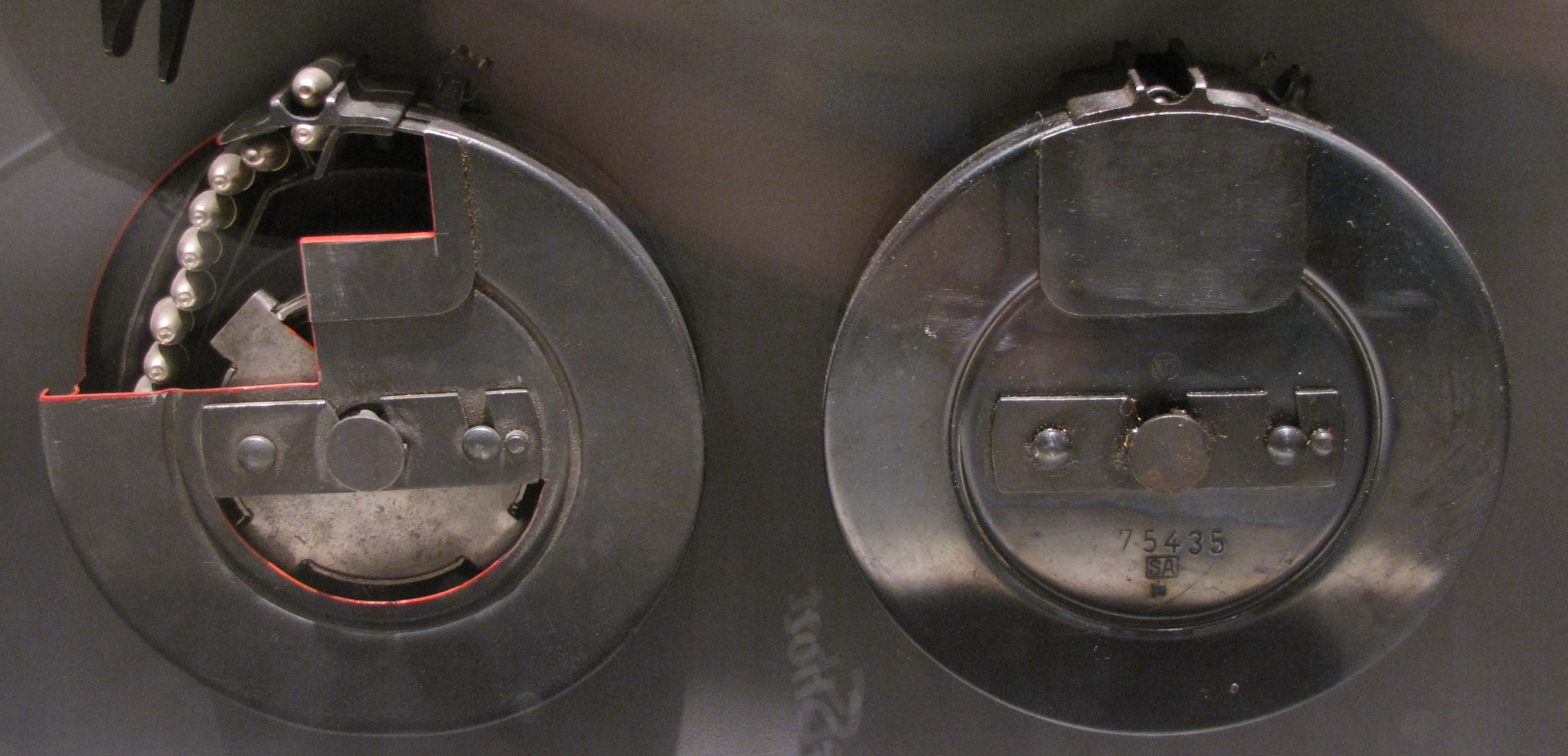
KP/–31 csigatárak, bal oldalon metszett példány.
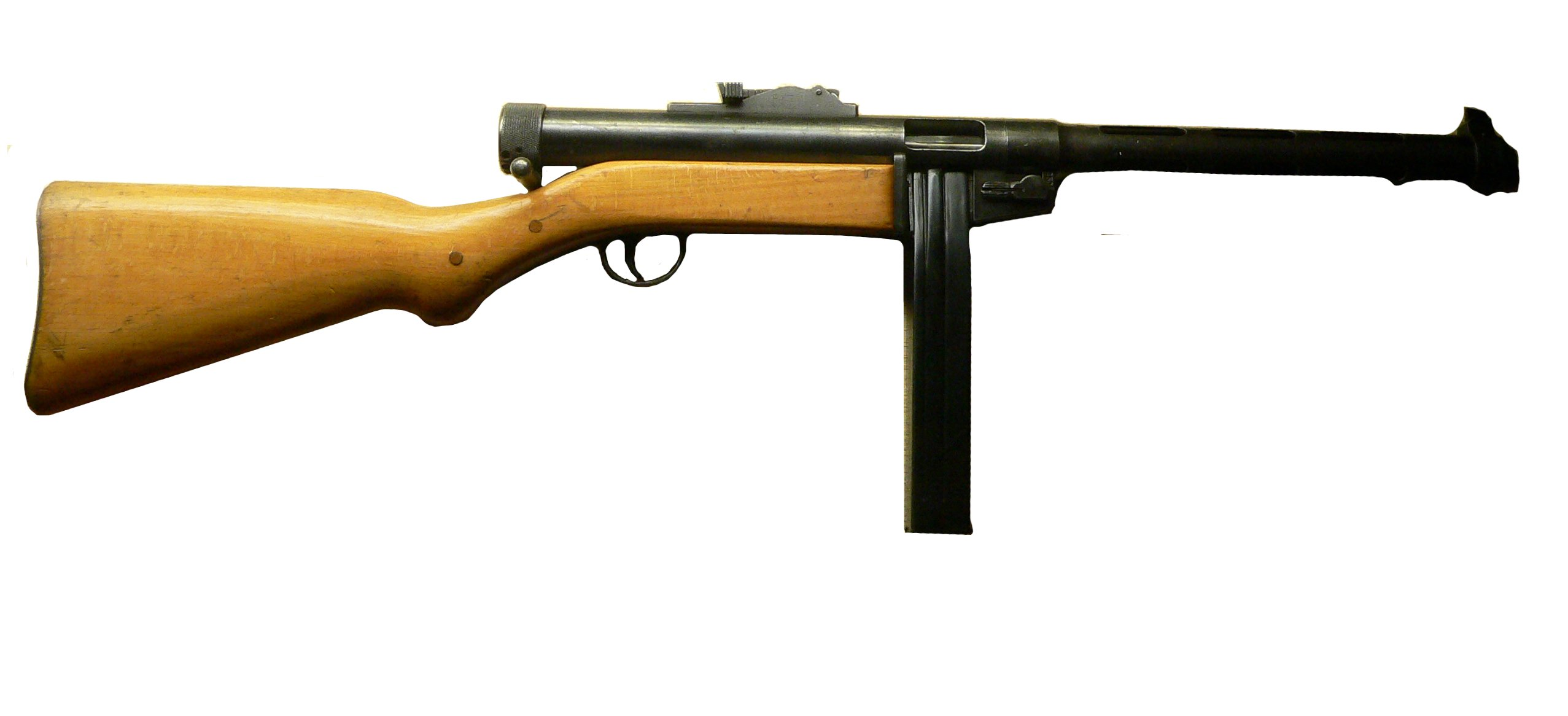
Svájci MP 43/44.
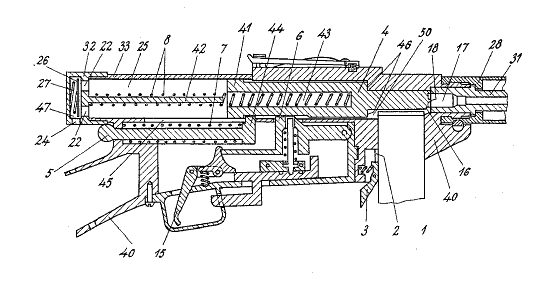
A Suomi géppisztoly belső rajza.
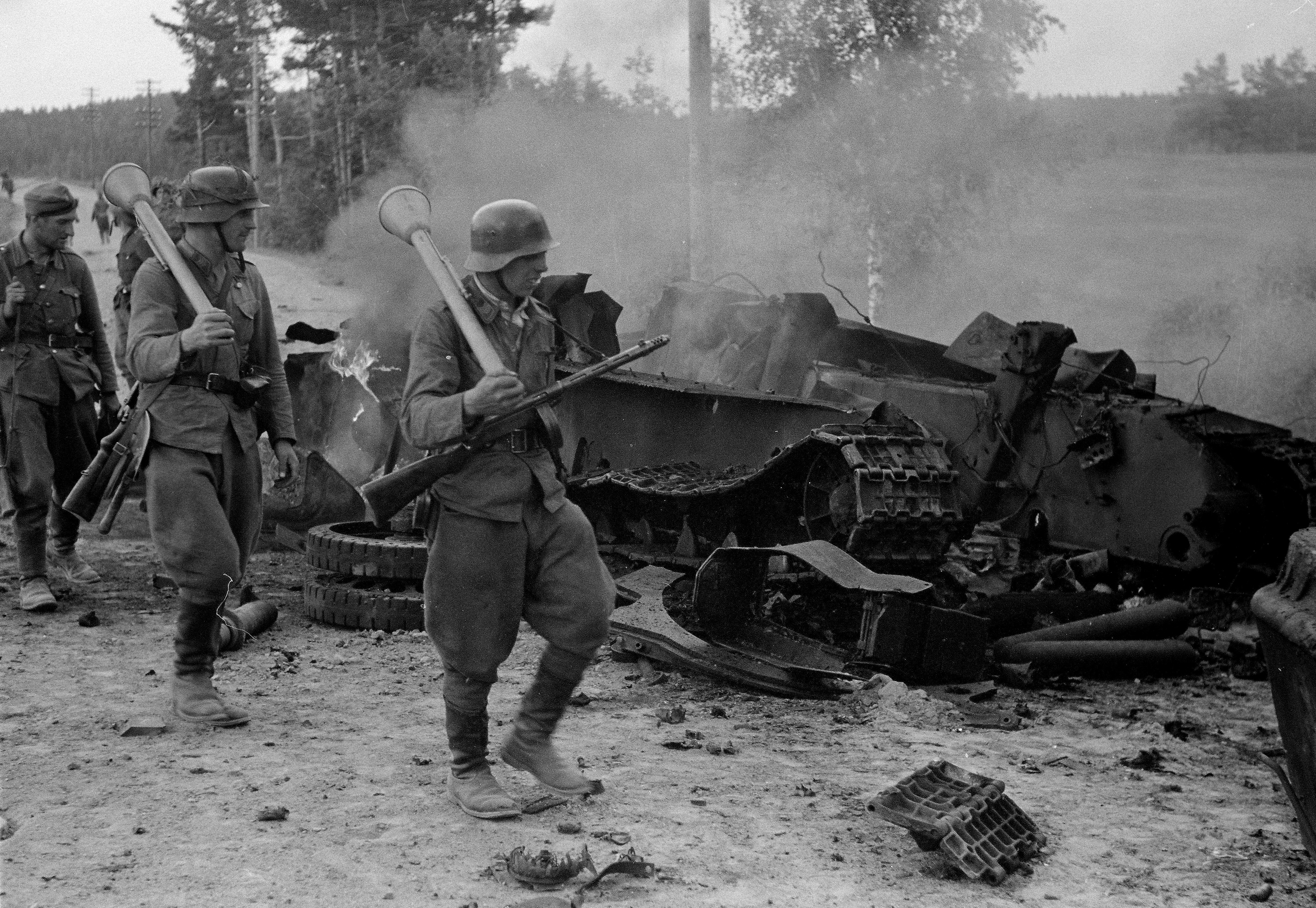
Finn katonák Suomi KP géppisztollyal és egy Panzerfaustal felfegyverezve haladnak el egy kilőtt szovjet harckocsi mellett.
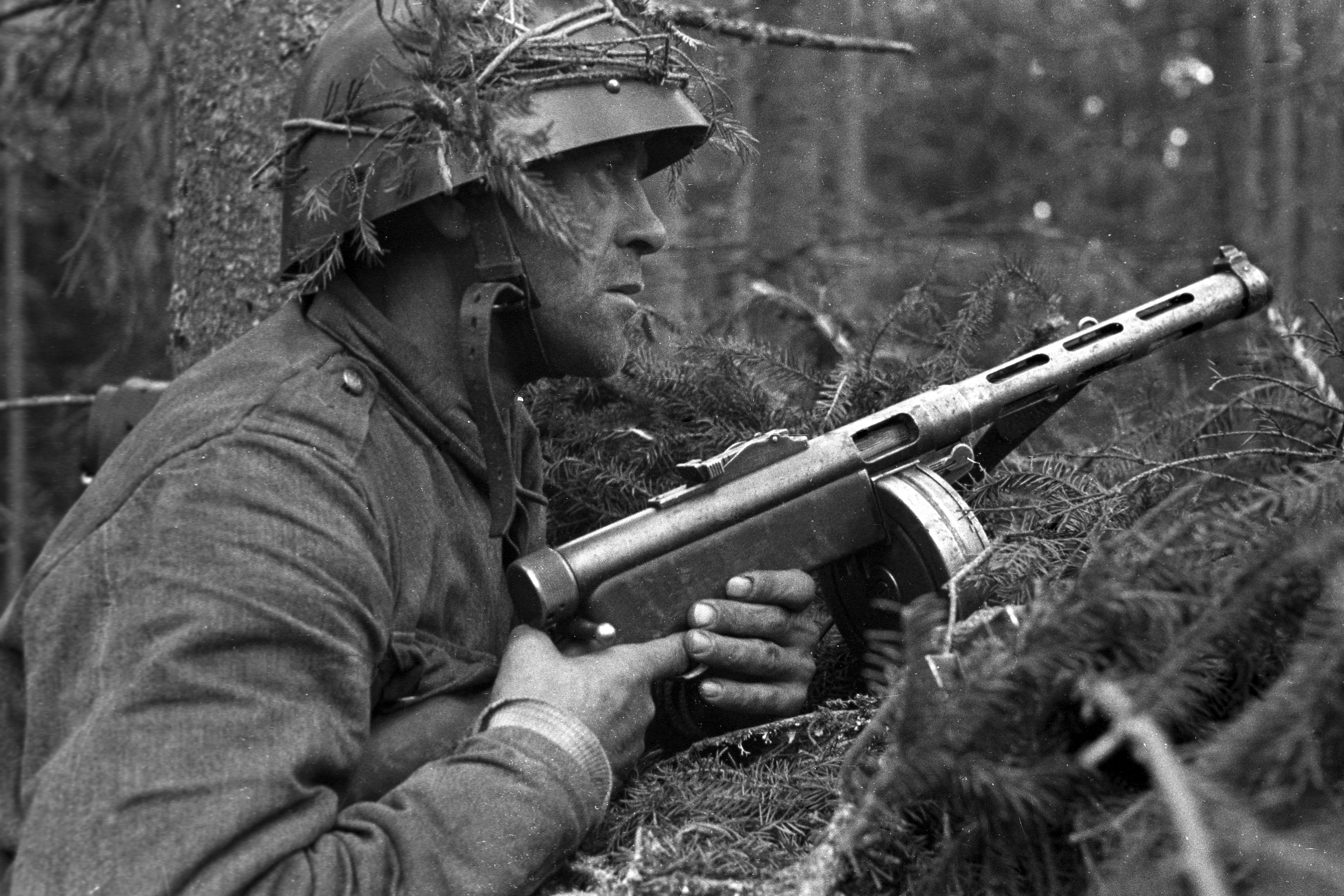
Egy finn géppisztolyos katona a Vuosalmi hídfőnél.
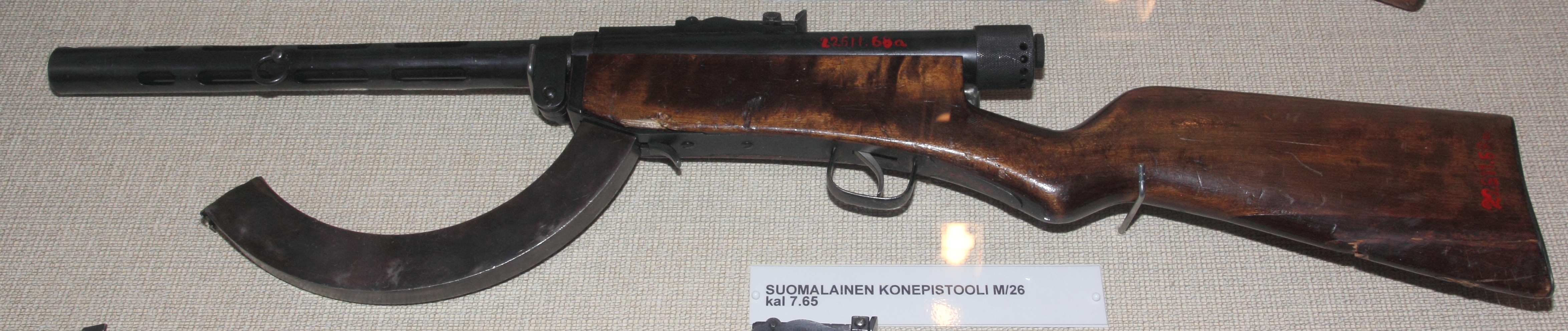
Korai 7,65 mm-es Suomi KP/–26.

## Fordítás
- Ez a szócikk részben vagy egészben  a   Suomi KP/-31 című angol Wikipédia-szócikk ezen változatának fordításán alapul.  Az eredeti cikk szerkesztőit annak laptörténete sorolja fel. Ez a jelzés csupán a megfogalmazás eredetét és a szerzői jogokat jelzi, nem szolgál a cikkben szereplő információk forrásmegjelöléseként.